# Libby Davies
Libby Davies (née le 27 février 1953 à Aldershot en Angleterre) est une femme politique canadienne. Elle a été députée néo-démocrate de Vancouver-Est de 1997 à 2015.

## Biographie
Elle a été leader du NPD à la Chambre des communes du Canada de 2003 à 2011. Le 26 mai 2011, elle est nommée chef adjointe du NPD et porte-parole de l'opposition officielle du Canada pour la santé.
En 2001 elle dévoile pendant un débat à la Chambre portant sur le mariage entre conjoints de même sexe le fait qu'elle a une femme conjointe, Kimberly Elliot. Elle devient ainsi la première députée à sortir du placard, quoiqu'elle n'ait jamais précisé sa façon d'identifier son orientation sexuelle.
Elle est membre du Comité international de soutien aux victimes vietnamiennes de l'Agent orange et au procès de New York (CIS) conduit par André Bouny.
Elle ne s'est pas représentée lors des élections générales de 2015.